# Royal Artillery Barracks

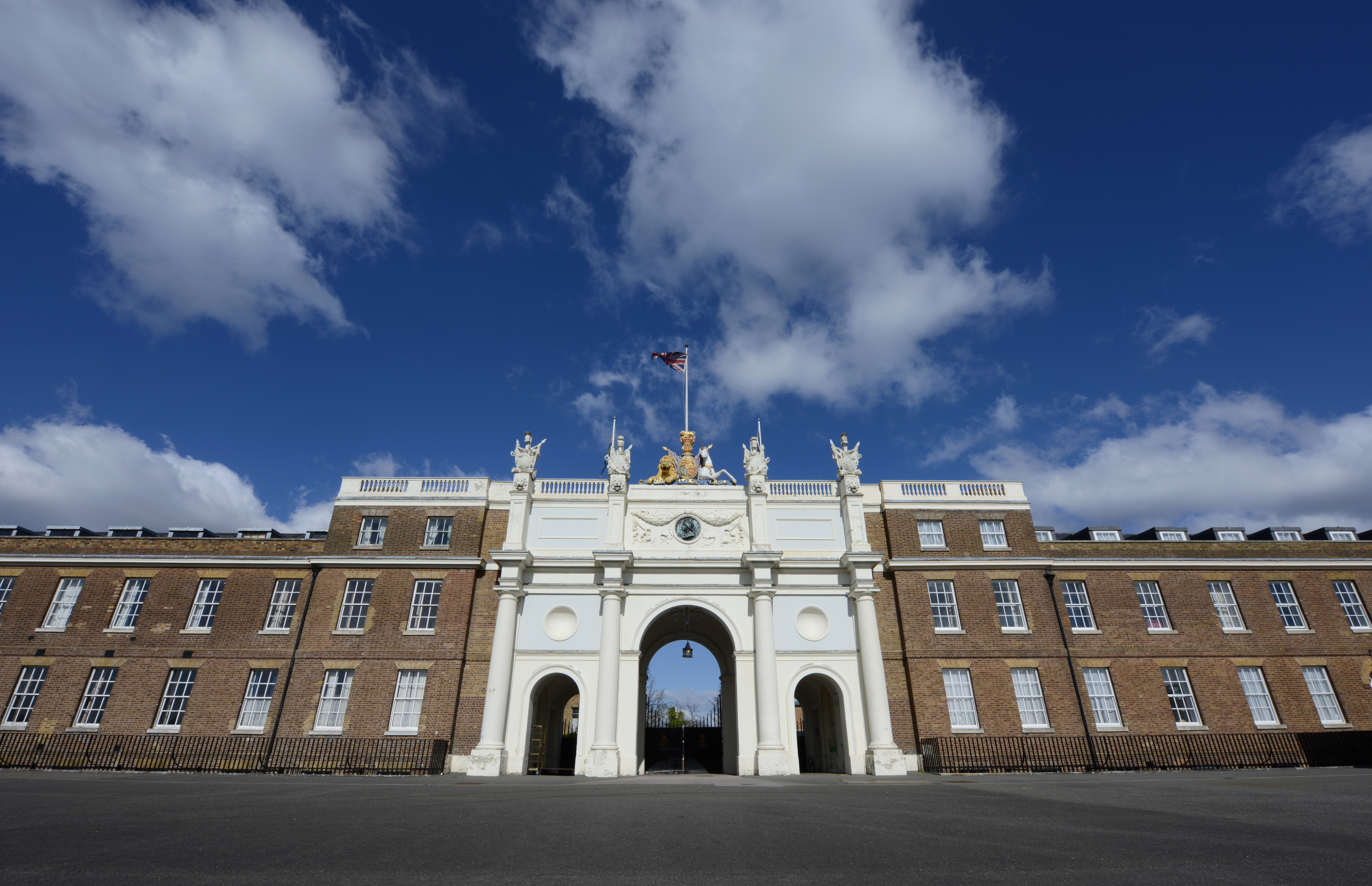
Royal Artillery Barracks

De Royal Artillery Barracks in Woolwich in Zuid-Oost Londen is het voormalige hoofdkwartier van de Britse Royal Artillery (koninklijke artillerie). Het is bekend vanwege de lange voorgevel in georgiaanse stijl en het grote paradeplein aan de voorkant.

## Geschiedenis
The Barracks werd gebouwd tussen 1776 en 1802 op een plek met uitzicht over Woolwich Common. Het gebruik door de Royal Artillery eindigde met het vertrek van het 16e Regiment der Royal Artillery in juli 2007.
Woolwich heeft een uitgebreide geschiedenis met het leger. Naast de Royal Artillery Barracks was het ook de locatie van Woolwich Dockyard, een van de voornaamste marinewerven van de Royal Navy van 1485 tot 1869. Verder bevond zich langs de Theems het enorme Royal Arsenal-complex, 200 jaar lang de voornaamste wapenfabriek en -opslagplaats van de Britse overheid. In de 18e eeuw kwam daar de Royal Military Academy bij, waar van 1741 tot 1939 artillerieofficieren en technici werden getraind. Er was tevens een militair hospitaal in Shooters Hill, dat midden jaren negentig werd gesloten. Een deel van Woolwich Common is nog steeds officieel militair trainingsgebied, alhoewel er heden ten dage nog zelden troepen worden gezien.
De schietevenementen op de Olympische Zomerspelen 2012 en de Paralympische Zomerspelen 2012 in Londen werden in een tijdelijke schiethal bij The Barracks gehouden. De oorspronkelijke locatie voor de schietevenementen was het National Shooting Centre in Bisley, Surrey, maar de plannen werden aangepast nadat het Internationaal Olympisch Comité bezwaren had over het aantal sporten dat buiten London was gesitueerd. Na de Olympische Spelen en de Paralympische Spelen werd de tijdelijke schiethal elders in het Verenigd Koninkrijk herbouwd.
- Library of Congress Control Number: nb2015004118
- Virtual International Authority File: 314901272